# 1213
Il 1213 (MCCXIII in numeri romani) è un anno  del XIII secolo.

## Eventi
- il Conte Orlando di Chiusi della Verna incontra Francesco d'Assisi e gli dona il monte della Verna, luogo in cui sorgerà l'omonimo Santuario.
- 19 aprile - con la bolla Vineam Domini Sabaoth papa Innocenzo III convoca a Roma il Concilio Lateranense IV.

## Nati
- Patrick Dunbar, VII conte di March, nobile scozzese († 1289)
- Giovanni I, Margravio di Brandeburgo, nobile († 1266)
- Giacomo Papocchi, religioso italiano († 1289)
- Al-Musta'sim, califfo († 1258)
- Ibn al-Ha'im al-Ishbili, astronomo e matematico arabo
- Robert de Ros, I barone de Ros, nobile inglese († 1285)
- Andrea di Ricco, pittore italiano († 1294)
- Ibn al-Nafīs, medico arabo († 1288)
- Ibn Sa'id al-Maghribi, geografo, storico e poeta arabo († 1286)

## Morti
- 22 febbraio - Gilberto di Gembloux, scrittore e abate belga (n. 1124)
- 21 aprile - Maria di Montpellier, nobile
- 23 aprile - Guido di Thouars, nobile francese
- 24 maggio - Wada Yoshimori, militare giapponese (n. 1147)
- 23 giugno - Maria d'Oignies, religiosa belga (n. 1177)
- 14 settembre - Pietro II d'Aragona, re (n. 1174)
- 18 settembre - Bernardo Balbi, giurista e vescovo cattolico italiano
- 28 settembre - Gertrude di Merania, regina (n. 1185)
- 10 ottobre - Federico II di Lorena, duca
- 14 ottobre - Geoffrey FitzPeter, I conte di Essex, politico britannico (n. 1162)
- 28 novembre - Uc de Mataplana, trovatore spagnolo
- 13 dicembre - Guglielmo di Winchester, nobile (n. 1184)
- 17 dicembre - Giovanni de Matha, presbitero e santo francese (n. 1154)
- Amaury VI di Montfort, nobile e militare francese
- Ugo Bobone, cardinale italiano
- Daugirutis, sovrano lituano
- Goffredo di Villehardouin, storico e generale francese (n. 1160)
- Gualtiero II, vescovo cattolico italiano
- Guido Guerra III Guidi, generale e politico italiano
- Guido I Lupi, nobile e politico italiano
- Guillelmus de Montibus, teologo inglese (n. 1140)
- Ibn Hubal, medico arabo
- Muhammad al-Nasir, sultano berbero
- Giovanni dei conti di Segni, cardinale italiano
- Sharaf al-Dīn al-Muzaffar al-Ṭūsī, matematico e ingegnere meccanico persiano (n. 1135)

## Calendario
| Calendario 1213 | Calendario 1213 | Calendario 1213 | Calendario 1213 | Calendario 1213 | Calendario 1213 | Calendario 1213 | Calendario 1213 | Calendario 1213 | Calendario 1213 | Calendario 1213 | Calendario 1213 | Calendario 1213 | Calendario 1213 | Calendario 1213 | Calendario 1213 | Calendario 1213 | Calendario 1213 | Calendario 1213 | Calendario 1213 | Calendario 1213 | Calendario 1213 | Calendario 1213 | Calendario 1213 | Calendario 1213 | Calendario 1213 | Calendario 1213 | Calendario 1213 | Calendario 1213 | Calendario 1213 | Calendario 1213 | Calendario 1213 | Calendario 1213 |
| --------------- | --------------- | --------------- | --------------- | --------------- | --------------- | --------------- | --------------- | --------------- | --------------- | --------------- | --------------- | --------------- | --------------- | --------------- | --------------- | --------------- | --------------- | --------------- | --------------- | --------------- | --------------- | --------------- | --------------- | --------------- | --------------- | --------------- | --------------- | --------------- | --------------- | --------------- | --------------- | --------------- |
|                 | 1               | 2               | 3               | 4               | 5               | 6               | 7               | 8               | 9               | 10              | 11              | 12              | 13              | 14              | 15              | 16              | 17              | 18              | 19              | 20              | 21              | 22              | 23              | 24              | 25              | 26              | 27              | 28              | 29              | 30              | 31              |                 |
| Gennaio         | Ma              | Me              | Gi              | Ve              | Sa              | Do              | Lu              | Ma              | Me              | Gi              | Ve              | Sa              | Do              | Lu              | Ma              | Me              | Gi              | Ve              | Sa              | Do              | Lu              | Ma              | Me              | Gi              | Ve              | Sa              | Do              | Lu              | Ma              | Me              | Gi              |                 |
| Febbraio        | Ve              | Sa              | Do              | Lu              | Ma              | Me              | Gi              | Ve              | Sa              | Do              | Lu              | Ma              | Me              | Gi              | Ve              | Sa              | Do              | Lu              | Ma              | Me              | Gi              | Ve              | Sa              | Do              | Lu              | Ma              | Me              | Gi              |                 |                 |                 |                 |
| Marzo           | Ve              | Sa              | Do              | Lu              | Ma              | Me              | Gi              | Ve              | Sa              | Do              | Lu              | Ma              | Me              | Gi              | Ve              | Sa              | Do              | Lu              | Ma              | Me              | Gi              | Ve              | Sa              | Do              | Lu              | Ma              | Me              | Gi              | Ve              | Sa              | Do              |                 |
| Aprile          | Lu              | Ma              | Me              | Gi              | Ve              | Sa              | Do              | Lu              | Ma              | Me              | Gi              | Ve              | Sa              | Do              | Lu              | Ma              | Me              | Gi              | Ve              | Sa              | Do              | Lu              | Ma              | Me              | Gi              | Ve              | Sa              | Do              | Lu              | Ma              |                 |                 |
| Maggio          | Me              | Gi              | Ve              | Sa              | Do              | Lu              | Ma              | Me              | Gi              | Ve              | Sa              | Do              | Lu              | Ma              | Me              | Gi              | Ve              | Sa              | Do              | Lu              | Ma              | Me              | Gi              | Ve              | Sa              | Do              | Lu              | Ma              | Me              | Gi              | Ve              |                 |
| Giugno          | Sa              | Do              | Lu              | Ma              | Me              | Gi              | Ve              | Sa              | Do              | Lu              | Ma              | Me              | Gi              | Ve              | Sa              | Do              | Lu              | Ma              | Me              | Gi              | Ve              | Sa              | Do              | Lu              | Ma              | Me              | Gi              | Ve              | Sa              | Do              |                 |                 |
| Luglio          | Lu              | Ma              | Me              | Gi              | Ve              | Sa              | Do              | Lu              | Ma              | Me              | Gi              | Ve              | Sa              | Do              | Lu              | Ma              | Me              | Gi              | Ve              | Sa              | Do              | Lu              | Ma              | Me              | Gi              | Ve              | Sa              | Do              | Lu              | Ma              | Me              |                 |
| Agosto          | Gi              | Ve              | Sa              | Do              | Lu              | Ma              | Me              | Gi              | Ve              | Sa              | Do              | Lu              | Ma              | Me              | Gi              | Ve              | Sa              | Do              | Lu              | Ma              | Me              | Gi              | Ve              | Sa              | Do              | Lu              | Ma              | Me              | Gi              | Ve              | Sa              |                 |
| Settembre       | Do              | Lu              | Ma              | Me              | Gi              | Ve              | Sa              | Do              | Lu              | Ma              | Me              | Gi              | Ve              | Sa              | Do              | Lu              | Ma              | Me              | Gi              | Ve              | Sa              | Do              | Lu              | Ma              | Me              | Gi              | Ve              | Sa              | Do              | Lu              |                 |                 |
| Ottobre         | Ma              | Me              | Gi              | Ve              | Sa              | Do              | Lu              | Ma              | Me              | Gi              | Ve              | Sa              | Do              | Lu              | Ma              | Me              | Gi              | Ve              | Sa              | Do              | Lu              | Ma              | Me              | Gi              | Ve              | Sa              | Do              | Lu              | Ma              | Me              | Gi              |                 |
| Novembre        | Ve              | Sa              | Do              | Lu              | Ma              | Me              | Gi              | Ve              | Sa              | Do              | Lu              | Ma              | Me              | Gi              | Ve              | Sa              | Do              | Lu              | Ma              | Me              | Gi              | Ve              | Sa              | Do              | Lu              | Ma              | Me              | Gi              | Ve              | Sa              |                 |                 |
| Dicembre        | Do              | Lu              | Ma              | Me              | Gi              | Ve              | Sa              | Do              | Lu              | Ma              | Me              | Gi              | Ve              | Sa              | Do              | Lu              | Ma              | Me              | Gi              | Ve              | Sa              | Do              | Lu              | Ma              | Me              | Gi              | Ve              | Sa              | Do              | Lu              | Ma              |                 |